# Cheiloneurus saissetiae
Cheiloneurus saissetiae är en stekelart som beskrevs av John S. Noyes och Chua 1977. Cheiloneurus saissetiae ingår i släktet Cheiloneurus och familjen sköldlussteklar. Inga underarter finns listade i Catalogue of Life.